# Поток, Хаим
Хаим (Герман Харольд) Поток (англ. Chaim Potok; 17 февраля 1929, Нью-Йорк — 23 июля 2002, Мерион, Пенсильвания) — американский писатель.

## Биография
Родился в семье иммигрантов из Польши Бенджамина Мендла Потока (1895—1958) и Молли Фридман (1900—1985), старшим из четверых детей. Отец эмигрировал в Америку в 1920 году после службы в австрийской армии во время Первой мировой войны, работал часовщиком и был белзским хасидом. Мать покинула Польшу в 1921 году. Источники расходятся относительно места рождения писателя. Чаще всего упоминаются Бронкс, Бруклин и Буффало. Учился в еврейских школах в Бронксе. Герман Харольд было его именем до начала литературной деятельности, когда он стал пользоваться своим еврейским именем Хаим Цви. Поток решил стать писателем ещё в детстве, под впечатлением от прочитанного романа Ивлина Во «Возвращение в Брайдсхед», но его ранние литературные опыты оказались безуспешными.
Дебютировал короткими рассказами в университетском журнале Иешива-университета (1949), который он закончил summa cum laude в 1950 году, со специализацией по английской литературе. Пройдя четырёхлетний курс обучения в Еврейской теологической семинарии (высшем учебном заведении консервативного иудаизма), получил звание раввина. Одновременно окончил магистратуру по современной литературе на иврите, после чего был призван капелланом в армию и служил в Южной Корее (1955—1957). После демобилизации, Поток был зачислен в преподавательский состав Университета иудаизма в Лос-Анджелесе, но уже через год решил продолжить учёбу и поступил в аспирантуру в Пенсильванский университет. Его диссертация была посвящена философским воззрениям Соломона Маймона.
Хаим Поток начал писать свой первый роман во время годичного пребывания в Израиле в 1963 году. По возвращении в 1964 году он поселился с женой и детьми в Бруклине и был принят на работу в учительский институт при Еврейской теологической семинарии. Роман «Избранники» (The Chosen, русский перевод — М.: Текст, 2013) был опубликован в 1967 году и продержался в списке бестселлеров The New York Times на протяжении 39 недель, получив номинацию на Национальную книжную премию. Роман был экранизирован в 1981 году («Избранные», с Родом Стайгером, Максимилианом Шеллом, Робби Бенсоном и Роном Рифкином) и в 1988 году поставлен на Бродвее. В 1970 году вышло продолжение этого романа «Обещание» (The Promise) и в том же году Поток переехал в Иерусалим.
В 1972 году выходит его роман «Меня зовут Ашер Лев» (My Name Is Asher Lev), в 1975 году — «В начале», в 1981 году — «Книга огней», в 1985 году — «Арфа Давиты» (Davita’s Harp), в 1990 году — «Дар Ашера Лева» (The Gift of Asher Lev, вторая часть дилогии), и в 1992 году — его последний роман «Я — глина». Хаим Поток также — автор прозы для юношества, пьес, публицистической, просветительской и популярной литературы.
С 1977 года жил в Филадельфии.